# ماركوس فورس
ماركوس فورس (مواليد 18 يونيو 1999) هو لاعب كرة قدم فنلندي يلعب كمهاجم في نادي برينتفورد.

## روابط خارجية
- ماركوس فورس على موقع الاتحاد الدولي (مؤرشف)  (الإنجليزية)
- ماركوس فورس على موقع الاتحاد الأوربي (الإنجليزية)
- ماركوس فورس على موقع قاعدة بيانات كرة القدم.إي يو (الإنجليزية)
- ماركوس فورس على موقع ناشيونال فوتبول تيمز (الإنجليزية)
- ماركوس فورس على موقع Soccerbase.com (لاعب) (الإنجليزية)
- ماركوس فورس على موقع Soccerway.com (الإنجليزية)
- ماركوس فورس على موقع عالم كرة القدم.نت (الإنجليزية)